# Port lotniczy Syktywkar
Port lotniczy Syktywkar (IATA: SCW, ICAO: UUYY) – port lotniczy położony w Syktywkarze, w Republice Komi, w Rosji.

## Kierunki lotów i linie lotnicze
| Linia lotnicza   | Kierunek |
| ---------------- | --- |
| Aerofłot         | 1. Moskwa-Szeremietiewo |
| Ikar             | Sezonowe czartery: 1. Antalya 2. Dżerba 3. Dubaj-Al Maktoum 4. Gazipaşa 5. Monastyr |
| Komiaviatrans    | 1. Inta 2. Kazań 3. Kotłas 4. Moskwa-Domodiedowo 5. Narjan-Mar 6. Peczora 7. Perm 8. Samara 9. Sankt Petersburg 10. Ufa 11. Uchta 12. Usinsk 13. Ust-Tsilma 14. Workuta Sezonowo: 1. Mineralne Wody |
| Rossiya Airlines | 1. Sankt Petersburg |
| RusLine          | 1. Królewiec 2. Samara 3. Jekaterynburg |
| Smartawia        | 1. Sankt Petersburg |
| UTair Aviation   | 1. Moskwa-Wnukowo |